# San Martín de la Vega
San Martín de la Vega är en kommun i Spanien. Den ligger i den autonoma regionen Madrid, i den centrala delen av landet, 23 km sydost om huvudstaden Madrid. Antalet invånare är 20 733 (2024).